# Landsmannschaft Saxonia Stuttgart

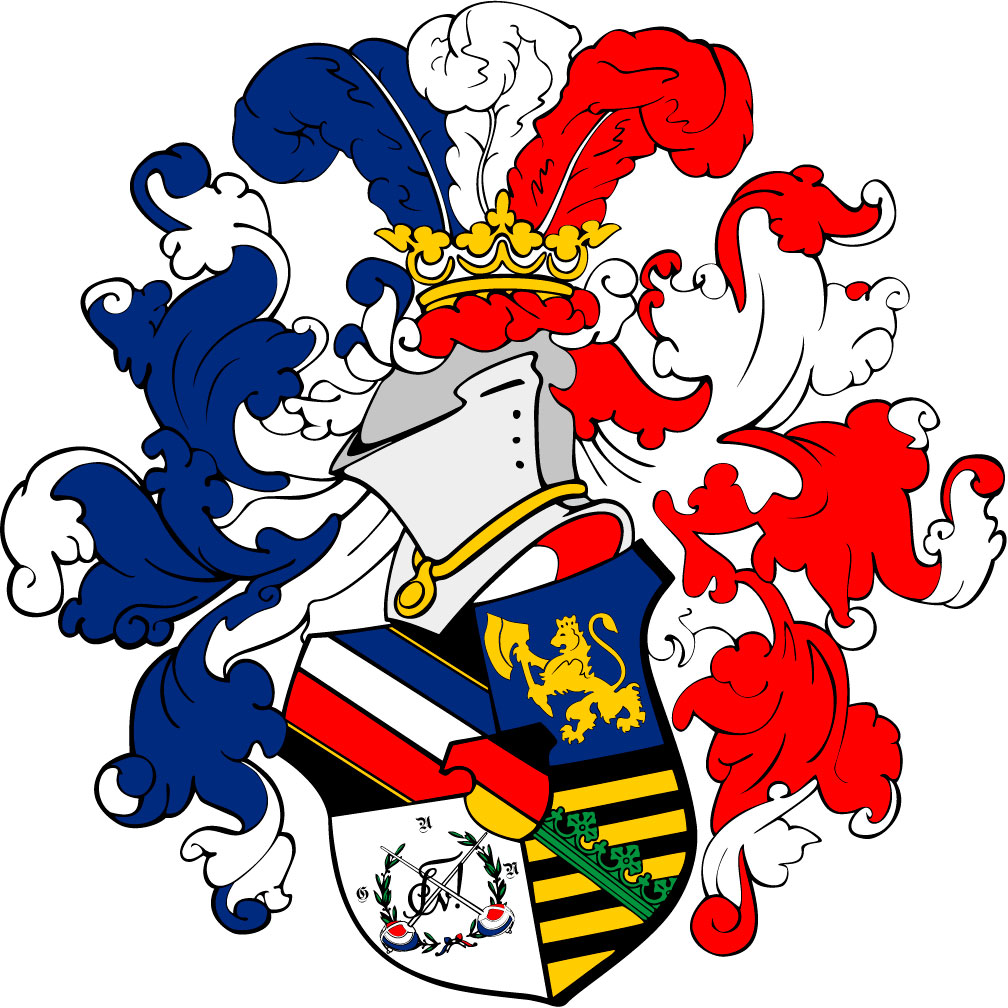
Wappen der Landsmannschaft Saxonia Stuttgart

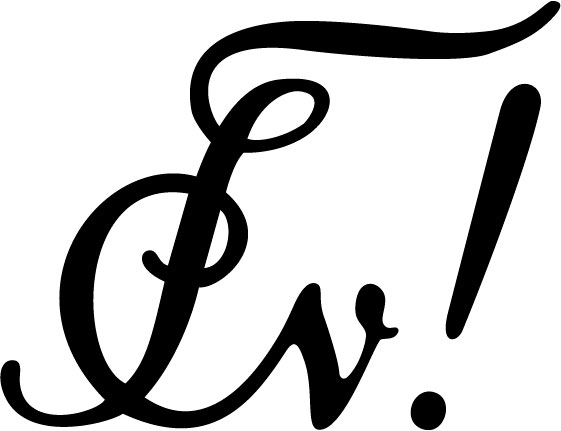
Zirkel der Landsmannschaft Saxonia Stuttgart

Die Landsmannschaft Saxonia ist eine Landsmannschaft (Studentenverbindung) im Coburger Convent (CC). Sie ist sowohl pflichtschlagend als auch farbentragend und wurde am 29. April 1865 in Stuttgart aus einem Zusammenschluss aus Freunden am damaligen Polytechnikum Stuttgart als „Gesellschaft Bardia“ gegründet. Als Landsmannschaft folgt sie dem akademischen Prinzip, außerdem nimmt sie sowohl politisch als auch religiös eine neutrale Haltung an.

## Couleur
Die Mitglieder der Verbindung tragen die Farben Blau - Weiß - Rot mit goldener Perkussion. Die Farbe der Mützen und der Pekeschen ist Blau. Der Wahlspruch der Saxonia lautet „Ein Herz, Ein Sinn, Eine Seele“.
|  |
|  |
|  |
|  |
|  |

Füxe tragen ein zweifarbiges Band, ebenfalls mit goldener Perkussion:
|  |
|  |
|  |
|  |

## Geschichte

### Gründung
Am 29. April 1865 wurde von einem Freundeskreis, der sich vorwiegend aus Angehörigen des damaligen Polytechnikums Stuttgart zusammensetzte, die „Gesellschaft Bardia“ gegründet. Bereits am 17. Oktober 1865 wurde die Gesellschaft in eine studentische Verbindung umgewandelt und dementsprechend der Beschluss gefasst, nur noch Angehörige des Polytechnikums aufzunehmen. Um den Anspruch als Verbindungsstudenten zu dokumentieren, einigte sie sich auf Couleur in den Farben Blau-Weiß-Rot, den Wahlspruch „Ein Herz - Ein Sinn - Eine Seele“, ein Wappen und den Korporationszirkel.
Am 13. Februar 1867 nahm die Verbindung den Namen Saxonia und den Grundsatz der bedingten Satisfaktion an, legte sich eigene Waffen zu und beschloss, von nun an ihre Farben öffentlich zu tragen.
Nach dem Deutsch-Französischen Krieg führten die Saxen Beziehungen zu den Karlsruher Landsmannschaften Baltica und Frisia. Man einigte sich am 18. Januar 1871, also am gleichen Tag, an dem das Deutsche Reich gegründet worden war, zur Annahme der Beziehung und der Grundsätze einer Landsmannschaft mit unbedingter Genugtuung.
Im Sommersemester 1871 gründete die Landsmannschaft Saxonia mit den drei WSC-Corps, der Burschenschaft Alemannia, und der freien Verbindung Ghibellinia einen Stuttgarter Paukverband.

### Erster polytechnischer Landsmannschafter Verband (Wetzlarer ALSC)
Im gleichen Semester regte sie bei den beiden Landsmannschafter Senioren-Conventen (LSC) in Karlsruhe und Hannover den Zusammenschluss zu einem Verbande an. Es erfolgte darauf am 29. und 30. März 1872 die Gründung des Wetzlarer Allgemeinen Landsmannschaften-Senioren-Convents (Wetzlarer ALSC), dem Saxonia als weiteres Mitglied die Ghibellinia Stuttgart zuführen konnte, dem außer den bereits genannten Landsmannschaften auch noch die Landsmannschaft Teutonia-Aachen als „Landsmannschaft auf Probe“ zugelassen wurde.
Von 1875 bis 1883 hatte Saxonia ein Freundschafts- und Paukverhältnis mit der Burschenschaft Alemannia, das unter der Bezeichnung Gemeinschaftlicher Burschenkonvent (GBC) an der Stuttgarter Technischen Hochschule in hohem Ansehen stand.
Nachdem durch Streitigkeiten der Wetzlarer ASLC 1875 aufgelöst war und die vertagten Landsmannschaften Frisia, Rhenania und Baltica den Aktivenbetrieb wieder aufgenommen hatten, machte Saxonia im Sommersemester 1879 den Versuch zu einer Erneuerung des Wetzlarer ALSC. Es kam aber nicht zu einer solchen, weil die auswärtigen Landsmannschaften sich nicht halten konnten.
Nachdem der GBC mit der Burschenschaft Alemannia in 1883 infolge von Streitigkeiten sein Ende gefunden hatte, schloss Saxonia im Sommersemester 1883 ein Paukverhältnis mit dem Stuttgarter Studentenverband, das bis zum Wintersemester 1886/87 dauerte.
Von 1887 an bestand ein mehrsemestriges Paukverhältnis mit der Karlsruher Burschenschaft Teutonia. Vom Sommersemester 1889 an paukte Saxonia mit der freischlagenden Farbentragende freie Vereinigung Bavaria Stuttgart. Dieses Paukverhältnis wurde im Wintersemester 1892/93 durch den Beitritt der Burschenschaft Alemannia und der neu aufgemachten Landsmannschaft Ghibellinia erweitert.
Es flog jedoch im Jahre 1894 durch den Übertritt der Bavaria zu einem anderen Verband wieder auf, mit der Folge, dass Saxonia einerseits und Alemannia und Ghibellinia andererseits sich gegenseitig in schweren Waffenverruf brachten.

### Wiederbelebung des Verbandes (Auerbacher LSC)
Bereits am 31. Januar 1895 brachte aber Saxonia ein Pauk- und Freundschaftsverhältnis mit Ghibellinia zustande und gründete mit ihr den Stuttgarter LC. Nachdem günstige Umstände ermöglicht hatten, am 23. Februar 1895 die vertagte Landsmannschaft Rhenania Karlsruhe wieder aufzumachen, schlossen am 3. März 1895 die drei Landsmannschaften sich zum Auerbacher Landsmannschafts-Senioren-Convent (Auerbacher LSC) zusammen, dem sich im Sommersemester 1897, die in Hannover vertagte, auf Bestreben der Rhenania Karlsruhe wieder aufgemachte Landsmannschaft Obotritia und im Jahre 1898 die neu gegründete Hasso-Borussia Darmstadt meldete.
Trotz der äußeren Schwierigkeiten, in die Saxonia durch seine Isolierung geraten war, konnte sie in den kommenden Jahren ihren Bestand durch guten Zuwachs, ihre innere Kraft und durch weiteren Ausbau des Altherrenverbandes weiter erhöhen.
Paukverhältnisse bestanden zwischen 1900 und 1902 mit der wiedererstandenen Rhenania, beziehungsweise deren Nachfolgerin Rheno-Borussia-Karlsruhe, sowie mit den freischlagenden Verbindungen Württembergia Hohenheim und Marcomannia Stuttgart.

### Vereinigung von Landsmannschaften Deutscher Hochschulen (VLDH)
Weiterhin wurde 1903 ein Paukverhältnis mit der in Aachen vertagten, in Darmstadt wieder aufgemachten Landsmannschaft Normannia und im Wintersemester 1903/1904 ein Pauk- und Freundschaftsverhältnis mit der Landsmannschaft Hasso-Borussia abgeschlossen. Das Freundschaftsverhältnis mit der Landsmannschaft Hasso-Borussia besteht heute noch. Auf Anregung der letzteren, gründeten im Juni 1904 Hasso-Borussia, Saxonia, Rhenania-Gießen, Westfalia-Braunschweig und Rhenania Leipzig die Vereinigung von Landsmannschaften Deutscher Hochschulen (VLDH), der später Schyria München, Borussia Stuttgart, Ascania Charlottenburg, Vandalia Berlin, Werderania Berlin und Normannia Darmstadt beitraten.
Beim 40-jährigen Stiftungsfest 1905 erfolgte die Einweihung des eigenen Verbindungshauses. Das Gebäude in der Birkenwaldstraße 111 war von Emil Rein entworfen worden.

### Allgemeiner Landsmannschafter Convent auf der Marksburg (ALC a.d. Marksburg)
Aus der VLDH entwickelte sich im Jahre 1907 der Allgemeine Landsmannschafter Convent auf der Marksburg (ALC a. d. Marksburg), der in den folgenden Jahren ein kräftiges Verbandsleben entwickelte und bei Kriegsausbruch aus zwölf Landsmannschaften bestand.
Während des Ersten Weltkriegs, in dem 15 Saxen fielen, ruhte der Aktivenbetrieb.

### Initiation zum Übertritt in die Deutsche Landsmannschaft
Als nach dem Ersten Weltkrieg die Deutsche Landsmannschaft (DL) sich bereit zeigte, ihre Reihe auch Landsmannschaften technischer und landwirtschaftlicher Hochschulen zu öffnen, initiierte Saxonia den am 25. November 1918 erfolgten Übertritt in die DL.
Mit ihrer dann am 1. Oktober 1919 erfolgten Aufnahme in die Deutsche Landsmannschaft hatte Saxonia das Ziel erreicht, dass sie nahezu 50 Jahre lang, trotz großer äußerer Schwierigkeiten, und trotz mehrfacher Lockungen zur Erleichterung ihres Daseinskampfes durch Anschluss an einen anderen größeren Korporationsverband eine Vereinigung der Landsmannschaften aus allen deutschen Hochschulen zu erreichen.

### Drittes Reich
Die Machtergreifung Hitlers 1933 und die damit verbundene Gleichschaltung im Studententum und Verbindungswesen bereitete Saxonia als einer nicht politisch ausgerichteten Korporation große Probleme und zwang zu Einschränkungen, bis dann zwei Jahre später, unmittelbar nach dem 70. Stiftungsfest, die studentischen Verbindungen und Verbände geschlossen wurden. Die meisten Aktiven und Inaktiven schlossen sich dem allein noch weiterbestehenden Altherrenverband an. Im Wintersemester 1935/36 wurde aus allen Stuttgarter Landsmannschaften zwangsweise eine „Kameradschaft“ im NS-Studentenbund gebildet. In diesem Zuge wurde unter politischem Zwang auch das Haus 1937 an die Stadt Stuttgart verkauft.

### Geschichte nach 1945

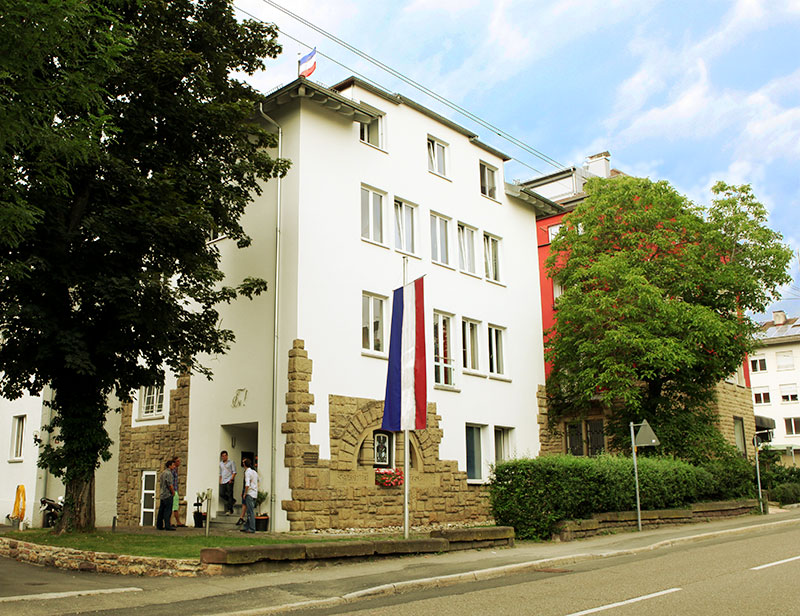
Das Saxenhaus nach der Renovierung 2005

Ab 1946 nahmen die ehemaligen Mitglieder der Saxonia wieder verstärkt Kontakt zueinander auf und trafen sich regelmäßig zu Extischen.
Am 26. Februar 1948 fand die Neugründung der Aktivitas an der Technischen Hochschule Stuttgart in Form der Akademischen Gesellschaft Stuttgardia mit den Farben, dem Zirkel und dem Wahlspruch der alten Saxonia statt. Nur fünf Monate später änderte die Gesellschaft Stuttgardia ihren Namen zu Studentenverbindung Saxonia, um weitere vier Jahre später, zum 87. Stiftungsfest, als Landsmannschaft Saxonia im feierlichen Rahmen als Fortsetzung der alten Landsmannschaft anerkannt zu werden (Zusammengehörigkeitsdokument).
In den folgenden Jahren fand wieder vermehrt Kontakt unter den Verbindungen in Deutschland statt. Daraus entstand Pfingsten 1951 der Coburger Convent (CC), der sich aus dem Zusammenschluss der einstigen DL und des Vertreterconvents (VC) der Turnerschaften gründete. Außerdem wurde am 14. Februar 1955 das Freundschaftsverhältnis mit der Landsmannschaft Württembergia zu Hohenheim begründet, welches bis heute besteht.
1950 wurde der Kaufvertrag für das Grundstück mit der Ruine des Saxenhauses mit der Stadt Stuttgart abgeschlossen, sodass 1955 das 90. Stiftungsfest wieder auf dem Haus gefeiert werden konnte.
1994 wurde der „Arbeitskreis zur Erneuerung unserer Saxonia“ (AK ZEUS) ins Leben gerufen, mit dem Ziel, Saxonia für junge Studenten attraktiver zu machen. Diese Arbeiten waren 1995 abgeschlossen. Zahlreiche kleine und größere Änderungen im Bundesleben und seiner Organisation wurden nunmehr in Angriff genommen, dabei entstand unter anderem auch das neue Logo.
Am 29. April 2005 fand das 140. Stiftungsfest mit der vierten Einweihung des Saxenhauses, das in diesem Jahr 100 Jahre alt wurde, statt. Nach 40 Jahren wurde wieder ein Landesvater auf dem Saxenhaus gestochen.

## Bekannte Mitglieder
- Paul Reusch (1868–1956), deutscher Industriemanager.
- Gottlob Honold (1876–1923), leitender Ingenieur bei Robert Bosch, Erfinder der Hochspannungs-Magnetzündung.
- Robert Honold (1872–1953), Ingenieur und Professor für Turbinenbau an der TH Graz.